# Omfalitis del nadó
L'omfalitis del nadó és una omfalitis del monyó del cordó umbilical en el nadó, més comunament atribuït a una infecció bacteriana. Si bé en l'actualitat és una afectació infreqüent en els països desenvolupats, causa una significativa morbiditat i mortalitat en les zones on l'atenció de salut és precària.